# Medaglia per l'assistenza ai pellegrini del Sovrano Militare Ordine di Malta
Le medaglie per l'assistenza ai pellegrini sono delle decorazioni conferite dal Sovrano Militare Ordine di Malta per il servizio prestato dai suoi membri e da quelli del Corpo militare dell'ACISMOM, del Corpo italiano di soccorso dell'Ordine di Malta e delle altre strutture durante il Giubileo universale della Chiesa cattolica.
Attualmente si contano 3 medaglie autorizzate che riguardano il Giubileo del 1975, il Giubileo straordinario della misericordia e il Giubileo del 2025.

## Medaglia di benemerenza per il soccorso ai pellegrini dell'Anno Santo del 1975
La medaglia di benemerenza per il soccorso ai pellegrini dell'Anno Santo del 1975 è la decorazione istituita dal Gran maestro dell'Ordine di Malta Angelo de Mojana di Cologna per ricompensare il personale che ha preso parte all'opera di assistenza per il Giubileo del 1975. È stata istituita con decreto magistrale n. 15277 del 7 febbraio 1975 ed è cessata con il termine dell'Anno Santo.

### Conferimento
La medaglia veniva conferita dopo almeno 5 giorni di servizio, anche non continuativo, al personale che prendeva parte alle attività di soccorso del Giubileo.
La medaglia veniva conferita in versione ordinaria, in versione ridotta per uniforme da gala e con il relativo nastrino.

### Nastro
Il nastro è composto dai seguenti colori; bianco, rosso, bianco, giallo, bianco, rosso, bianco.

### Medaglia
La medaglia di argento brunito, di 37 mm nel formato ordinario e di 20 mm nel formato da gala, sul fronte riporta lo stemma araldico dell'Ordine sormontato dalla scritta "SOVRANO MILITARE ORDINE DI MALTA".
Sul recto si trova al centro la scritta "PRONTO SOCCORSO AI PELLEGRINI" e la Croce di Malta, circondata dalle scritte "ANNO SANTO" e "ROMA 1975".
| Nastro | Fronte | Recto |
| ------ | ------ | ----- |
|        |        |       |

## Medaglia di benemerenza per il soccorso ai pellegrini dell'Anno Santo della Misericordia 2015-2016
La medaglia di benemerenza per il soccorso ai pellegrini dell'Anno Santo della Misericordia 2015-2016 è la decorazione istituita dal Sovrano Consiglio del Sovrano Militare Ordine di Malta per ricompensare il personale che ha preso parte all'opera di assistenza per il Giubileo straordinario della misericordia. È stata istituita con decreto consiliare n. 15436 del 12 ottobre 2015 ed è cessata con il termine dell'Anno Santo.

### Conferimento
La medaglia veniva conferita dopo almeno 5 giorni di servizio, anche non continuativo, al personale che prendeva parte alle attività di soccorso del Giubileo.
La medaglia veniva conferita in versione ordinaria, in versione ridotta per uniforme da gala e con il relativo nastrino.

### Nastro
Il nastro è composto dai seguenti colori: viola, bianco, giallo, bianco, viola.

### Medaglia
La medaglia argento brunito, di 37 mm nel formato ordinario e di 20 mm nel formato da gala, sul fronte riporta lo stemma araldico dell'Ordine sormontato dalla scritta "SOVRANO MILITARE ORDINE DI MALTA".
Sul recto riporta al centro la scritta "PRONTO SOCCORSO AI PELLEGRINI" e la Croce di Malta, circondata dalle scritte "ANNO SANTO DELLA MISERICORDIA" e "ROMA 2015-2016".
| Nastro | Fronte | Recto |
| ------ | ------ | ----- |
|        |        |       |

## Medaglia di benemerenza per l'assistenza ai pellegrini del Giubileo del 2025
La medaglia di benemerenza per il soccorso ai pellegrini dell'Anno Santo della Speranza 2025 è la decorazione conferita per ricompensare il personale che ha preso parte all'opera di assistenza per il Giubileo del 2025.

### Conferimento
La medaglia viene conferita dopo 5 giorni di servizio, anche non continuativo, al personale che prende parte alle attività di soccorso del Giubileo.

### Nastro
Il nastro è composto dai seguenti colori: blu, verde, giallo, bianco, rosso, bianco, giallo, verde, blu.

### Medaglia
La medaglia argento brunito, di 37 mm nel formato ordinario e di 20 mm nel formato da gala, sul fronte riporta lo stemma araldico dell'Ordine sormontato dalla scritta "SOVRANO MILITARE ORDINE DI MALTA".
Sul recto riporta al centro la scritta "PRIMO SOCCORSO AI PELLEGRINI" e la Croce di Malta, circondata dalle scritte "ANNO SANTO GIUBILEO" e "ROMA 2025".
| Nastro | Fronte | Recto |
| ------ | ------ | ----- |
|        |        |       |